# برادران سوپر ماریو (فیلم)
«برادران سوپر ماریو» (انگلیسی: Super Mario Bros. (film)) فیلمی در ژانر فانتزی به کارگردانی رولند جافه و دین سملر است که در سال ۱۹۹۳ منتشر شد.

## بازیگران
- باب هاسکینز
- جان لگویزمائو
- دنیس هاپر
- سامانتا ماتیس
- فیشر استیونس
- فیونا شاو
- جیانی روسو
- لانس هنریکسن
- دن کستلانتا
- فرانک ولکر
- ریچارد ادسون